# William Robbins (Leichtathlet)
William Corbett Robbins (* 9. August 1885 in Cambridge, Massachusetts; † 30. Juli 1962 in Washington, D.C.) war ein US-amerikanischer Sprinter.
Bei den Olympischen Spielen 1908 in London führte er lange im Finale des 400-Meter-Laufs, wurde aber eingangs der Zielgerade vom Briten Wyndham Halswelle und dem US-Läufer John Carpenter überholt und kam als Dritter ins Ziel. Carpenter wurde disqualifiziert, weil er auf der Zielgeraden Halswelle abgedrängt hatte (was nach den US-Regeln erlaubt, nach den maßgeblichen britischen Regeln jedoch nicht zulässig war).
Die Kampfrichter setzten zwei Tage später ein Wiederholungsrennen mit markierten Bahnen an, dem Robbins und sein Landsmann John Taylor aus Solidarität mit Carpenter fernblieben. Halswelle kam als einziger Teilnehmer dieses Laufs zu einem kampflosen Sieg.
William Robbins startete für den Irish American Athletic Club.